# Fægtning under sommer-OL 2016 – Fleuret (damer)
Kvindernes fægtekonkurrence med fleuret under sommer-OL 2016 i Rio de Janeiro blev holdt d. 10 august 2016 på Carioca Arena 3.